# Gramedia
Gramedia (Toko Buku Gramedia) – indonezyjska sieć księgarni, należąca do konglomeratu Kompas Gramedia.
Od momentu uruchomienia sieci w 1970 roku  powstało 117 sklepów Gramedia w prawie wszystkich regionach kraju.